# Casa Matejko
Casa Matejko (in polacco Dom Jana Matejki) è un museo della città di Cracovia.
Istituito nel 1895 per valorizzare la figura di Jan Matejko, dal 1904 è una componente del Museo nazionale di Cracovia. 
Casa Matejko, che sorge nelle vicinanze del Museo della farmacia in Ulica Florianska, è il museo dedicato a Jan Matejko, pittore famoso per le tele dipinte a tratti decisi che documentano la storia polacca.
Matejko visse ed operò in questa casa per circa un ventennio, dal 1873 al 1893, periodo che si dimostrò essere uno dei più prolifici e creativi della sua vita. La casa è un edificio del XVI secolo, ristrutturata però in base ad un progetto  dello stesso Matejko.
Il museo espone alcune delle sue opere (sebbene la maggior parte di queste si trovi nel palazzo del tessuto) e molti oggetti appartenuti all'artista ed alcuni quadri.